# Сомервілл (Алабама)
Сомервілл (англ. Somerville) — місто (англ. town) в США, в окрузі Морган штату Алабама. Населення — 796 осіб (2020).

## Географія
Сомервілл розташований за координатами 34°28′1″ пн. ш. 86°47′46″ зх. д. / 34.46694° пн. ш. 86.79611° зх. д. (34.466992, -86.796037). За даними Бюро перепису населення США в 2010 році місто мало площу 7,12 км², з яких 7,11 км² — суходіл та 0,01 км² — водойми.

## Демографія
Згідно з переписом 2010 року, у місті мешкали 724 особи в 286 домогосподарствах у складі 207 родин. Густота населення становила 102 особи/км². Було 317 помешкань (45/км²).
Расовий склад населення:
| - 94,1 % — білих - 3,3 % — чорних або афроамериканців - 1,1 % — корінних американців |

До двох чи більше рас належало 1,5 %. Частка іспаномовних становила 0,1 % від усіх жителів.
За віковим діапазоном населення розподілялося таким чином: 25,3 % — особи молодші 18 років, 63,5 % — особи у віці 18—64 років, 11,2 % — особи у віці 65 років та старші. Медіана віку мешканця становила 36,9 року. На 100 осіб жіночої статі у місті припадало 97,8 чоловіків; на 100 жінок у віці від 18 років та старших — 96,0 чоловіків також старших 18 років.
Середній дохід на одне домашнє господарство становив 48 675 доларів США (медіана — 40 417), а середній дохід на одну сім'ю — 58 725 доларів (медіана — 53 690). За межею бідності перебувало 18,7 % осіб, у тому числі 22,6 % дітей у віці до 18 років та 12,1 % осіб у віці 65 років та старших.
Цивільне працевлаштоване населення становило 297 осіб. Основні галузі зайнятості: освіта, охорона здоров'я та соціальна допомога — 30,3 %, роздрібна торгівля — 15,2 %, будівництво — 12,5 %, виробництво — 10,8 %.